# Jan Laštůvka
Jan Laštůvka (Havířov, 7 luglio 1982) è un calciatore ceco, portiere dell'Havířov.

## Carriera

### Club
Inizia a giocare nel MFK Karviná, dove gioca 3 incontri. Nel 2000 entra nella rosa del Football Club Baník Ostrava e, dopo un 14º, un 6º e un 5º posto, nel 2003 arriva lo scudetto per il Banik, il primo titolo ceco della sua storia. Nel 2004 viene sfiorata la coppa (2-1 per lo Sparta Praga in finale).
Nel 2004 passa agli ucraini dello Šachtar dove vince lo scudetto nello stesso anno; arriva anche la Coppa d'Ucraina (2-0 sul FK Dnipro). In Champions gli ucraini sono eliminati nella fase a gironi finendo in Coppa UEFA, uscendo agli ottavi contro l'AZ Alkmaar. Nel 2005 gli ucraini giungono primi insieme ai rivali della Dinamo Kiev a 75 punti e giocano uno spareggio per la vittoria del titolo che va alla squadra di Donec'k grazie al 2-1 sui rivali. Quest'anno arriva anche la Supercoppa d'Ucraina (ai rigori 4-3 dopo l'1-1 dei tempi regolamentari). In Champions vengono eliminati dall'Inter, quindi in Coppa UEFA si fermano ai sedicesimi di finale, eliminati dai francesi del LOSC Lille Métropole.
Laštůvka viene quindi ceduto in prestito prima al Fulham (8 presenze), poi al Bochum (25 presenze) e infine al West Ham dove è riserva.
Nel 2009 viene ceduto al FK Dnipro a titolo definitivo.

## Statistiche

### Cronologia presenze e reti in nazionale
| Cronologia completa delle presenze e delle reti in nazionale ― Rep. Ceca | Cronologia completa delle presenze e delle reti in nazionale ― Rep. Ceca | Cronologia completa delle presenze e delle reti in nazionale ― Rep. Ceca | Cronologia completa delle presenze e delle reti in nazionale ― Rep. Ceca | Cronologia completa delle presenze e delle reti in nazionale ― Rep. Ceca | Cronologia completa delle presenze e delle reti in nazionale ― Rep. Ceca | Cronologia completa delle presenze e delle reti in nazionale ― Rep. Ceca | Cronologia completa delle presenze e delle reti in nazionale ― Rep. Ceca |
| Data                                                                     | Città                                                                    | In casa                                                                  | Risultato                                                                | Ospiti                                                                   | Competizione                                                             | Reti                                                                     | Note                                                                     |
| ------------------------------------------------------------------------ | ------------------------------------------------------------------------ | ------------------------------------------------------------------------ | ------------------------------------------------------------------------ | ------------------------------------------------------------------------ | ------------------------------------------------------------------------ | ------------------------------------------------------------------------ | ------------------------------------------------------------------------ |
| 3-9-2011                                                                 | Glasgow                                                                  | Scozia                                                                   | 2 – 2                                                                    | Rep. Ceca                                                                | Qual. Euro 2012                                                          | -2                                                                       |                                                                          |
| 11-9-2012                                                                | Teplice                                                                  | Rep. Ceca                                                                | 0 – 1                                                                    | Finlandia                                                                | Amichevole                                                               | -1                                                                       |                                                                          |
| 6-2-2013                                                                 | Manisa                                                                   | Turchia                                                                  | 0 – 2                                                                    | Rep. Ceca                                                                | Amichevole                                                               | -                                                                        |                                                                          |
| Totale                                                                   |                                                                          | Presenze                                                                 | 3                                                                        |                                                                          | Reti                                                                     | -3                                                                       |                                                                          |

## Palmarès

### Club
- Campionato ceco: 1

Baník Ostrava: 2003-2004
- Campionato ucraino: 2

Šachtar: 2004-2005, 2005-2006
- Coppa d'Ucraina: 1

Šachtar: 2003-2004
- Supercoppa d'Ucraina: 1

Šachtar: 2005

### Individuale
- Talento ceco dell'anno: 1

2003